# Francisco Javier Cuadra
Francisco Javier Cuadra Lizana (Rancagua, 23 de junio de 1954) es un abogado, académico y político chileno, que se desempeñó como ministro Secretario General de Gobierno durante la dictadura  del general Augusto Pinochet, desde 1984 hasta 1987. Posteriormente ha sido decano de la Facultad de Derecho y luego rector de la Universidad Diego Portales (UDP), este último entre 2004 y 2005.

## Biografía
Hijo de Francisco Javier Cuadra Cornejo —abogado de la mina El Teniente— y de María Cristina Lizana Alvear, pasó su infancia y adolescencia en su ciudad natal de Rancagua con sus cuatro hermanos Cristián, Juan Pablo, Gonzalo y José Miguel. Allí estudió en el Instituto O'Higgins y después dejó la ciudad para ir a estudiar a la universidad: primero ingresó en la Escuela de Negocios de Valparaíso en Viña del Mar (actualmente Universidad Adolfo Ibáñez), donde hizo cinco semestres de Ingeniería Comercial, pero después del golpe de Estado de 1973 se cambió a Derecho en la Pontificia Universidad Católica de Chile, donde se licenció en esa disciplina.
Recién titulado trabajó en el desaparecido Banco Continental, el único en ese entonces todavía intervenido por la Superintendencia de Bancos, cuando uno de los delegados de esta era Pablo Piñera, pero el 31 de enero de 1983 quedó cesante luego de un conflicto relacionado con la manera como se hacía la negociación con los trabajadores de la entidad.

## Vida pública

### Dictadura militar
Ese mismo año comenzó a trabajar en la Oficina de Asuntos Especiales de Gobierno —que estaba a cargo de las relaciones con la Iglesia y que brindaba análisis políticos a Pinochet—, dirigida por Sergio Rillón. A este asesor, Pinochet le ofreció en noviembre de 1984 la Secretaría General de Gobierno, puesto que él rechazó, pero para el que recomendó a Cuadra, su segundo al mando, que obtuvo así el primer cargo importante en la dictadura militar, el cual desempeñó entre 1984 y 1987. Luego sería embajador de Chile ante la Santa Sede hasta el fin de la dictadura (1987-1990).

### Transición a la democracia
Después del retorno a la democracia, se dedicó principalmente al ámbito académico y de análisis político.
En una entrevista a la revista Qué Pasa, en su edición del 13 de enero de 1995, planteó que había «parlamentarios y otras personas que ejercen funciones públicas que consumen drogas», cuestión por la que fue procesado por la Ley de Seguridad del Estado, y finalmente fue condenado a 540 días de prisión. El incidente lo llevó a renunciar a Renovación Nacional, partido al que lo había llevado Andrés Allamand (y al hacerlo, lo había nombrado director del Instituto Libertad).

### Actividades posteriores
En 2004 fue nombrado rector de la Universidad Diego Portales (UDP), donde se había desempeñado esporádicamente como profesor desde 1983 y estudiaban dos de sus ocho hijos, José Francisco y José Antonio. El 14 de noviembre de 2005 se vio obligado a renunciar a ese cargo, debido a las presiones ejercidas por ciertos sectores de la sociedad chilena, sobre todo por la comunidad estudiantil de esa casa de estudios. Su salida se produjo después de unas declaraciones que hizo al Diario Siete, en las que Cuadra aseguraba que bajo Pinochet, del que fue ministro, detuvieron a algunas personas —particularmente a Ricardo Lagos, tras el atentado de 1986 contra Pinochet— para salvarlos de caer en manos de la temida Central Nacional de Informaciones (CNI, sucesora de la DINA).
Las declaraciones de que en dictadura se realizaron detenciones para evitar que otros organismos represores eliminaran a los opositores al régimen significaba que aquellos personeros, autores de tales detenciones preventivas, estaban enterados de las violaciones a los derechos humanos que se llevaban a cabo en aquel momento. De ahí que el juez Hugo Dolmestch, quien tenía a su cargo la investigación de los homicidios de cuatro militantes de izquierda cometidos por la CNI, ordenara los interrogatorios de varios de los miembros del gabinete de Pinochet, incluido Cuadra.
Fue asesor de Horacio Cartes, elegido presidente de Paraguay en 2013, desde que este fuera precandidato a la jefatura del país por el Partido Colorado.